# Campionati europei juniores di atletica leggera 1989
Il X Campionato europeo juniores di atletica leggera si è disputato a Varaždin, nella Repubblica Socialista di Croazia, in Jugoslavia, dal 24 al 27 agosto 1989.

## Risultati
I risultati del campionato sono stati:

### Uomini
| Specialità             | Oro                                                                                        | Prestazione | Argento                                                               | Prestazione | Bronzo                                                                               | Prestazione |
| Corse piane            |                                                                                            |             |                                                                       |             |                                                                                      |             |
| 100 metri              | Aleksandr Shlychkov Unione Sovietica                                                       | 10"48       | Marek Zalewski Polonia                                                | 10"52       | Jason Livingston Regno Unito                                                         | 10"57       |
| 200 metri              | Marek Zalewski Polonia                                                                     | 21"06       | Aleksandr Shlychkov Unione Sovietica                                  | 21"37       | Leif Jonsson Svezia                                                                  | 21"41       |
| 400 metri              | Wayne McDonald Regno Unito                                                                 | 47"27       | Jan Lenzke Germania Est                                               | 47"30       | Dmitriy Golovastov Unione Sovietica                                                  | 47"31       |
| 800 metri              | Craig Winrow Regno Unito                                                                   | 1'50"01     | Paul Burgess Regno Unito                                              | 1'50"18     | Vaclav Hrich Cecoslovacchia                                                          | 1'50"22     |
| 1.500 metri            | Michael Kluwe Germania Ovest                                                               | 3'45"19     | Marco Barbone Italia                                                  | 3'45"23     | Morgan Tollofsen Svezia                                                              | 3'45"34     |
| 5.000 metri            | Carsten Eich Germania Est                                                                  | 14'00"76    | John Mayock Regno Unito                                               | 14'11"05    | Jon Dennis Regno Unito                                                               | 14'11"18    |
| 10.000 metri           | Christian Leuprecht Italia                                                                 | 29'04"06    | Laurent Saudrais Francia                                              | 29'07"99    | Vincenzo Modica Italia                                                               | 29'33"28    |
| 20.000 metri           | Dirk Nurnberger Germania Est                                                               | 1h01'55     | Dmitriy Solovyov Unione Sovietica                                     | 1h02'11     | Giacomo Leone Italia                                                                 | 1h02'23     |
| Corse a ostacoli       |                                                                                            |             |                                                                       |             |                                                                                      |             |
| 3000 metri siepi       | Angelo Giardiello Italia                                                                   | 8'53"60     | Spencer Duval Regno Unito                                             | 8'54"68     | Kim Bauermeister Germania Ovest                                                      | 8'56"36     |
| 110 metri ostacoli     | Antti Haapakoski Finlandia                                                                 | 14"03       | Sébastien Thibault Francia                                            | 14"14       | Dario Volturara Italia                                                               | 14"28       |
| 400 metri ostacoli     | Enzo Franciosi Italia                                                                      | 50"69       | Vyachelsav Orinchuk Unione Sovietica                                  | 50"96       | Radek Bartakovic Cecoslovacchia                                                      | 51"16       |
| Corse su strada        |                                                                                            |             |                                                                       |             |                                                                                      |             |
| 10 km marcia           | Valentin Massana Spagna                                                                    | 40'14"17    | Germán Nieto Spagna                                                   | 40'37"47    | Rashid Shafikov Unione Sovietica                                                     | 40'38"47    |
| Salti                  |                                                                                            |             |                                                                       |             |                                                                                      |             |
| Salto in alto          | Mats Kollbrink Svezia                                                                      | 2,26 m      | Stevan Zorić Jugoslavia                                               | 2,22 m      | Wolfgang Kreissig Germania Ovest                                                     | 2,20 m      |
| Salto con l'asta       | Maksim Tarasov Unione Sovietica                                                            | 5,60 m      | Igor Zaytsev Unione Sovietica                                         | 5,45 m      | Olli-Pekka Mattila Finlandia                                                         | 5,25 m      |
| Salto in lungo         | Peter Oldin Svezia                                                                         | 7,92 m      | Wayne Griffith Regno Unito                                            | 7,84 m      | Rudi Van Lancker Belgio                                                              | 7,79 m      |
| Salto triplo           | Denis Kapustin Unione Sovietica                                                            | 16,63 m     | Sergej Bykov Unione Sovietica                                         | 16,53 m     | Mario Quintero Spagna                                                                | 16,18 m     |
| Lanci                  |                                                                                            |             |                                                                       |             |                                                                                      |             |
| Getto del peso         | Oleksandr Klymenko Unione Sovietica                                                        | 19,38 m     | Dirk Preuss Germania Est                                              | 18,20 m     | Matthew Simson Regno Unito                                                           | 18,11 m     |
| Lancio del disco       | Andreas Seelig Germania Est                                                                | 59,10 m     | Ion Oprea Romania                                                     | 54,72 m     | Gennadiy Pronko Unione Sovietica                                                     | 54,22 m     |
| Lancio del martello    | Sergey Kirmasov Unione Sovietica                                                           | 72,68 m     | Savvas Saritzoglou Grecia                                             | 67,68 m     | Igor Fyodorov Unione Sovietica                                                       | 67,44 m     |
| Lancio del giavellotto | Vladimir Ovchinnikov Unione Sovietica                                                      | 76,96 m     | Jarkko Kinnunen Finlandia                                             | 74,44 m     | Andrey Shevchuk Unione Sovietica                                                     | 73,04 m     |
| Staffette              |                                                                                            |             |                                                                       |             |                                                                                      |             |
| Staffetta 4x100 m      | Polonia Piotr Cywiński Sławomir Kusiowski Marek Zalewski Robert Maćkowiak                  | 40"00       | Regno Unito Steve Gookey John Kenny Wayne Griffith Jason Livingston   | 40"11       | Unione Sovietica Eduard Krasnov Aleksandr Shlychkov Viktor Ziabkin Anvar Kuchmuradov | 40"39       |
| Staffetta 4x400 m      | Unione Sovietica Aleksandr Angelov Stanislav Gabydullin Pyotr Zhelezniy Dmitriy Golovastov | 3'10"14     | Germania Est Karsten Leuteritz Gunnar Schmidt Ralf Baxmann Jan Lenzke | 3'10"27     | Bulgaria Dian Ivanov Dian Petkov Dimitar Kolev Konstantin Babalievski                | 3'11"10     |
| Prove multiple         |                                                                                            |             |                                                                       |             |                                                                                      |             |
| Decathlon              | Michael Kohnle Germania Ovest                                                              | 8114 p.     | Norbert Lampe Germania Est                                            | 7586 p.     | David Bigham Regno Unito                                                             | 7446 p.     |

### Donne
| Specialità             | Oro                                                                    | Prestazione | Argento                                                                          | Prestazione | Bronzo                                                                          | Prestazione |
| Corse piane            |                                                                        |             |                                                                                  |             |                                                                                 |             |
| 100 metri              | Odiah Sidibé Francia                                                   | 11"41       | Zoya Taurin Unione Sovietica                                                     | 11"48       | Manuela Derr Germania Est                                                       | 11"51       |
| 200 metri              | Manuela Derr Germania Est                                              | 23"39       | Jana Schonenberger Germania Est                                                  | 23"49       | Zoya Taurin Unione Sovietica                                                    | 23"66       |
| 400 metri              | Anke Wohlk Germania Est                                                | 52"74       | Elena Solcan Romania                                                             | 52"90       | Julia Merino Spagna                                                             | 53"57       |
| 800 metri              | Birte Bruhns Germania Est                                              | 2'01"86     | Denisa Zavelca Romania                                                           | 2'02"99     | Stella Jongmans Paesi Bassi                                                     | 2'04"76     |
| 1.500 metri            | Snežana Pajkić Jugoslavia                                              | 4'13"34     | Anke Schaning Germania Est                                                       | 4'14"29     | Olga Yegorova Unione Sovietica                                                  | 4'14"76     |
| 3.000 metri            | Olga Nazarkina Unione Sovietica                                        | 9'08"41     | Anke Schaning Germania Est                                                       | 9'08"66     | Agata Balsamo Italia                                                            | 9'18"96     |
| 10.000 metri           | Olga Nazarkina Unione Sovietica                                        | 32'25"74    | Monica Gama Portogallo                                                           | 32'26"41    | Larissa Alekseyeva Unione Sovietica                                             | 33'20"53    |
| Corse a ostacoli       |                                                                        |             |                                                                                  |             |                                                                                 |             |
| 100 metri ostacoli     | Ilka Ronisch Germania Est                                              | 13"27       | Yuliya Filippova Unione Sovietica                                                | 13"36       | Brigita Bukovec Jugoslavia                                                      | 13"50       |
| 400 metri ostacoli     | Silvia Rieger Germania Ovest                                           | 56"39       | Anna Chuprina Unione Sovietica                                                   | 56"70       | Heike Meissner Germania Est                                                     | 56"77       |
| Corse su strada        |                                                                        |             |                                                                                  |             |                                                                                 |             |
| 5 km marcia            | Kathrin Born Germania Est                                              | 22'10"59    | Olga Sanchez Spagna                                                              | 22'20"75    | Fina Compte Spagna                                                              | 22'53"71    |
| Salti                  |                                                                        |             |                                                                                  |             |                                                                                 |             |
| Salto in alto          | Yelena Yelesina Unione Sovietica                                       | 1,95 m      | Svetlana Lavrova Unione Sovietica                                                | 1,93 m      | Šárka Kašpárková Cecoslovacchia                                                 | 1,91 m      |
| Salto in lungo         | Mirela Belu Romania                                                    | 6,58 m      | Erica Johansson Svezia                                                           | 6,50 m      | Lyudmila Galkina Unione Sovietica                                               | 6,44 m      |
| Lanci                  |                                                                        |             |                                                                                  |             |                                                                                 |             |
| Getto del peso         | Astrid Kumbernuss Germania Est                                         | 19,53 m     | Gabriele Volkl Germania Ovest                                                    | 17,19 m     | Renata Brukova Cecoslovacchia                                                   | 17,18 m     |
| Lancio del disco       | Astrid Kumbernuss Germania Est                                         | 63,70 m     | Jana Lauren Germania Est                                                         | 62,38 m     | Jacqueline Goormachtigh Paesi Bassi                                             | 57,02 m     |
| Lancio del giavellotto | Karen Forkel Germania Est                                              | 70,12 m     | Britta Heydrich Germania Est                                                     | 63,44 m     | Nathalie Teppe Francia                                                          | 55,88 m     |
| Staffette              |                                                                        |             |                                                                                  |             |                                                                                 |             |
| Staffetta 4x100 m      | Francia Florence Ropars Magalie Simioneck Hélène Declerck Odiah Sidibé | 44"23       | Germania Ovest Melanie Paschke Katrin Bartschat Stefanie Hütz Katja Seidel       | 44"71       | Germania Est Ilka Rönisch Manuela Derr Jana Schönenberger Andrea Philipp        | 44"99       |
| Staffetta 4x400 m      | Germania Est Manuela Derr Anja Rücker Heike Meissner Birte Bruhns      | 3'33"38     | Unione Sovietica Yana Manuylova Anna Mironova Natalya Sniga Viktoria Miloserdova | 3'35"09     | Germania Ovest Anke Feller Amona-Nicola Schneeweis Tanja Schnabel Silvia Rieger | 3'36"49     |
| Prove multiple         |                                                                        |             |                                                                                  |             |                                                                                 |             |
| Eptathlon              | Tatyana Blokhina Unione Sovietica                                      | 6032 p.     | Beatrice Mau Germania Est                                                        | 5974 p.     | Marcela Podracka Cecoslovacchia                                                 | 5960 p.     |

## Medagliere
Legenda
     Paese ospitante
| Posizione | Paese            | Oro | Argento | Bronzo | Totale |
| --------- | ---------------- | --- | ------- | ------ | ------ |
| 1         | Germania Est     | 12  | 10      | 4      | 26     |
| 2         | Unione Sovietica | 11  | 10      | 9      | 30     |
| 3         | Germania Ovest   | 3   | 2       | 3      | 8      |
| 4         | Italia           | 3   | 1       | 4      | 8      |
| 5         | Regno Unito      | 2   | 5       | 4      | 11     |
| 6         | Francia          | 2   | 2       | 1      | 5      |
| 7         | Svezia           | 2   | 1       | 2      | 5      |
| 8         | Polonia          | 2   | 1       | 0      | 3      |
| 9         | Romania          | 1   | 3       | 0      | 4      |
| 10        | Spagna           | 1   | 2       | 3      | 6      |
| 11        | Finlandia        | 1   | 1       | 1      | 3      |
| 11        | Jugoslavia       | 1   | 1       | 1      | 3      |
| 13        | Grecia           | 0   | 1       | 0      | 1      |
| 13        | Portogallo       | 0   | 1       | 0      | 1      |
| 15        | Cecoslovacchia   | 0   | 0       | 5      | 5      |
| 16        | Paesi Bassi      | 0   | 0       | 2      | 2      |
| 17        | Belgio           | 0   | 0       | 1      | 1      |
| 17        | Bulgaria         | 0   | 0       | 1      | 1      |
| Totale    | Totale           | 41  | 41      | 41     | 123    |